# Pouligny-Saint-Pierre (formatge)
El Pouligny-Saint-Pierre és un formatge de pasta tova amb pell florida francès elaborat amb llet de cabra a la regió del Berric al departament de l'Indre. Compta amb una AOC des del febrer de 1972.

## Descripció
Es tracta d'un formatge a base de llet de cabra de les races alpina, saanen o peitavina. La pasta és tova i la pela florida amb un pes mitjà de 250 grams i amb una forma característica de piràmide truncada, amb una pasta blanca brillant que contrasta amb la pela que es colora amb blau durant l'afinament, excepte en aquells formatges on s'usen bloquejadors per a frenar el desenvolupament del bacteri responsable de la coloració. La forma recorda molt el formatge veí anomenat Valençay.
El període de degustació òptim s'estableix de juny a octubre després d'un afinament de 4 a 5 setmanes, però també és excel·lent de març a desembre. Té una olor característica de palle, una acidesa típica i un sabor de terroir molt pronunciat, cosa que en fa un producte únic.
Es fabrica en un territori de 22 municipis del districte de Le Blanc, a la part occidental del Berry, al cor del Brenne.

## Història
Al segle xviii s'usaven motllos de fusta i de palla, que els diferenciava d'altres formatges de cabra que es produïen a França. Sembla com si el campanar de l'església hagués inspirat els habitants de Pouligny-Saint-Pierre amb la famosa forma piramidal.
El setembre de 1969 es va crear el sindicat de defensa i promoció del Pouligny-sant-pierre, la primera acció de la qual fou demanar el reconeixement de l'AOC. Es va reconèixer el 14 de febrer de 1972 i avui està regida per un decret del 29 de desembre de 1986 que determina les característiques indispensables per obtenir i mantenir l'AOC.
La producció total de pouligny-saint-pierre és de 290 tones el 2007, en granges representa el 41% del total. Els productors estan lligats a la tradició i conserven la identitat del formatge per bé que evolucionen per tal de mantenir l'equilibri entre artesans i indústria.

## Els criteris de l'AOC
La producció de llet ha de venir d'una granja situada a la zona de la denominació, que és de 22 municipis, cosa que la fa l'AOC formatgera més petita de França. Els productors i afinadors s'han de sotmetre a controls obligatoris per mantenir l'AOC.
La forma del formatge és de piràmide truncada, amb 12 cm a la base, 3 a la part superior i 9 a la zona mitjana, amb un pes de 250 grams, per bé que hi ha un petit pouligny-saint-pierre de 150 gr.
Els mètodes d'alimentació dels ramats estan inscrits al decret de l'AOC. Els formatges, al seu torn, passen cada dos mesos per una comissió que verifica el gust, la textura, la pela, la forma... Abans de la comercialització, el formatge ha de comptar amb una etiqueta verda, si és un formatge de granja, o vermell si és industrial.

## La comissió de supervisió
Aquesta comissió, posada per l'INAO (Institut national des appellations d'origine), reuneix els productors, afinadors, lleters, la DSV (Direction des services vétérinaires) i la DDCCRF (Délégation départementale de la consommation, du commerce et de la répression des fraudes).
El pas en comissió té lloc un cop cada dos mesos a l'ajuntament de Pouligny-Saint-Pierre. Cada productor hi aporta dos formatges que són examinats; un és degustat, l'altre, analitzat. Cada productor rep una nota segons tres criteris: l'aspecte del formatge, el tall i el gust, aquest darrer eliminatori. Si la nota global és inferior a 10 sobre 20, rep un advertiment. Quan es reben tres advertiments el productor és retirat de l'AOC durant 30 dies.